# Saint-Josse

Saint-Josse este o comună în departamentul Pas-de-Calais, Franța. În 1 ianuarie 2022 avea o populație de 1.055 de locuitori.